# 纳维德·阿夫卡里
纳维德·阿夫卡里（波斯語：نوید افکاری，1993年—2020年9月12日），伊朗摔跤运动员，因2017－2018年伊朗示威期间的一起谋杀案遭伊朗政府逼供并判处死刑，他的兄弟二人分别被判处54年和27年徒刑。2020年9月12日上午，阿夫卡里在设拉子被处决。